# Украинская грекокатолическая церковь
Украи́нская грекокатоли́ческая це́рковь, сокращённо УГКЦ (в ряде источников используется дефисное написание греко-католическая; укр. Українська греко-католицька церква, УГКЦ; лат. Ecclesia Graeco-Catholica Ucrainae) или Униатская церковь (укр. Унійна церква) — поместная католическая церковь византийского обряда (грекокатолическая), обладающая статусом верховного архиепископства, действующая на Украине (исключая территорию Закарпатья, где действует отдельная Мукачевская епархия, относящаяся к Русинской грекокатолической традиции) и в большинстве стран со значительной украинской диаспорой. Приходы УГКЦ в Российской Федерации находятся в юрисдикции ординария для Католиков византийского обряда в России.
Современная УГКЦ — одна из преемниц Русской униатской церкви (не путать с Российской униатской церковью) наряду с Белорусской греко-католической церковью. Образована Русская униатская церковь в Речи Посполитой вследствие Брестской унии (1596) между православными Митрополии Киевской и всея Руси Константинопольского патриархата и Католической церковью.
В настоящее время является крупнейшей в мире католической церковью восточного обряда по числу приверженцев, а также количеству приходов.

## История

### Брестская уния
В октябре 1596 года большая часть епископов православной Киевской митрополии во главе с митрополитом Киевским, Галицким и всея Руси Михаилом Рогозой (в составе Константинопольского патриархата) на соборе в Бресте приняли решение о признании верховной юрисдикции Римского папы. Условия унии (то есть союза) предусматривали, при сохранении верующими и духовенством византийского обряда, признание власти Папы и католических догматов.
Впоследствии униатская (грекокатолическая) церковь укоренилась в Галиции, Волыни, Подолье, которые входили в состав Речи Посполитой.
В целом униатская церковь пользовалась государственной поддержкой, хотя и рассматривалась как второразрядная, чему свидетельствовало, в частности, невключение крупнейших грекокатолических иерархов в состав сената.

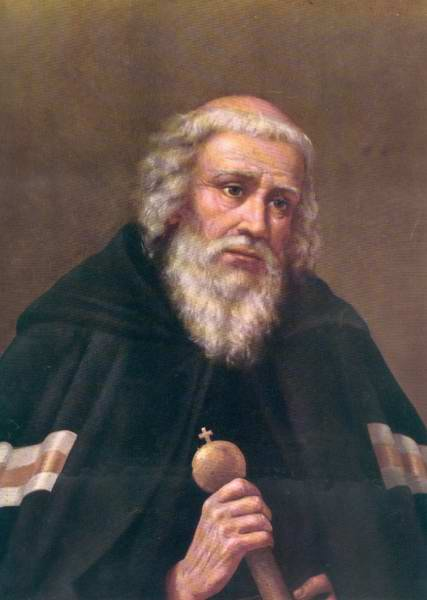
Митрополит Киевский Иосиф Рутский

Постепенно авторитет униатской церкви рос, чему способствовало создание ордена базилиан. С 1630-х годов к унии стала склоняться шляхта. В 1630-х годах митрополит Иосиф Рутский предпринимал попытку создания объединённого униатско-православного Киевского патриархата, однако проект оказался неудачным. Несмотря на усилия по распространению унии, в 1647 году в Речи Посполитой насчитывалось около 4 тысяч униатских и более 13,5 тысяч православных приходов.
Посвящение в 1620 году Патриархом Иерусалимском Феофаном III новой православной иерархии в Речи Посполитой (до того, православные епископы не допускались на кафедры королём Сигизмундом III), раздел грамотой Владислава IV в 1635 году культовых учреждений между православными и униатами утвердили разделение на 2 легальные киевские митрополии (униатскую и православную) и закрепили раскол западнорусского (белорусско-украинского) общества. Попытки его примирения делались на соборах 1629 году в Киеве и 1680 года в Люблине, созванными по инициативе униатской иерархии, но проигнорированы православными. В 1630-е годы митрополит Иосиф Рутский вынашивал проект создания на базе Киевской митрополии патриархата, общего для православной и униатской церквей, чем заинтересовал православных оппонентов, в том числе Петра Могилу. Но эта идея не встретила поддержки папства, правительства Речи Посполитой, не нашла понимания православного населения.
Во время войны Речи Посполитой с Россией 1654—1667 годов на занятых российскими войсками территориях уния оказалась под запретом. После Андрусовского перемирия 1667 года правящие круги Речи Посполитой резко усилили поддержку унии. Ещё в большей степени росту её привлекательности в глазах шляхты способствовало подчинение Киевской православной митрополии Московскому патриархату в 1688 году, что означало потерю самостоятельности православной церкви Речи Посполитой и полное её подчинение интересам России, противника в недавней войне. Особенно поддержка униатской церкви и одновременно давление на православную со стороны центральной власти возросла в правление Яна Собесского.

### XVIII—XIX века
В 1700 году православный епископ Иосиф Шумлянский возвестил о присоединении Львовской епархии к греко-католической церкви. В 1702 году к греко-католической церкви присоединилась Луцкая и Волынская епархия во главе с епископом Дмитрием Жабокрицким, а в 1715 году на соборе в Житомире большинство приходских православных священников Черкасс, Киева и Волыни приняли унию, что завершило процесс перехода православных епархий Речи Посполитой в греко-католицизм. Православное духовенство Речи Посполитой вынуждено было перейти в греко-католицизм, иначе к нему применялись репрессивные меры. В украинском обществе Правобережной Украины многие к этому тоже отнеслись резко отрицательно, это стало ещё одной причиной возрождения казачьей вольницы в форме гайдамацкого движения и массовой миграции населения на левый берег Днепра, под власть русского царя, где не было гонений на православие.

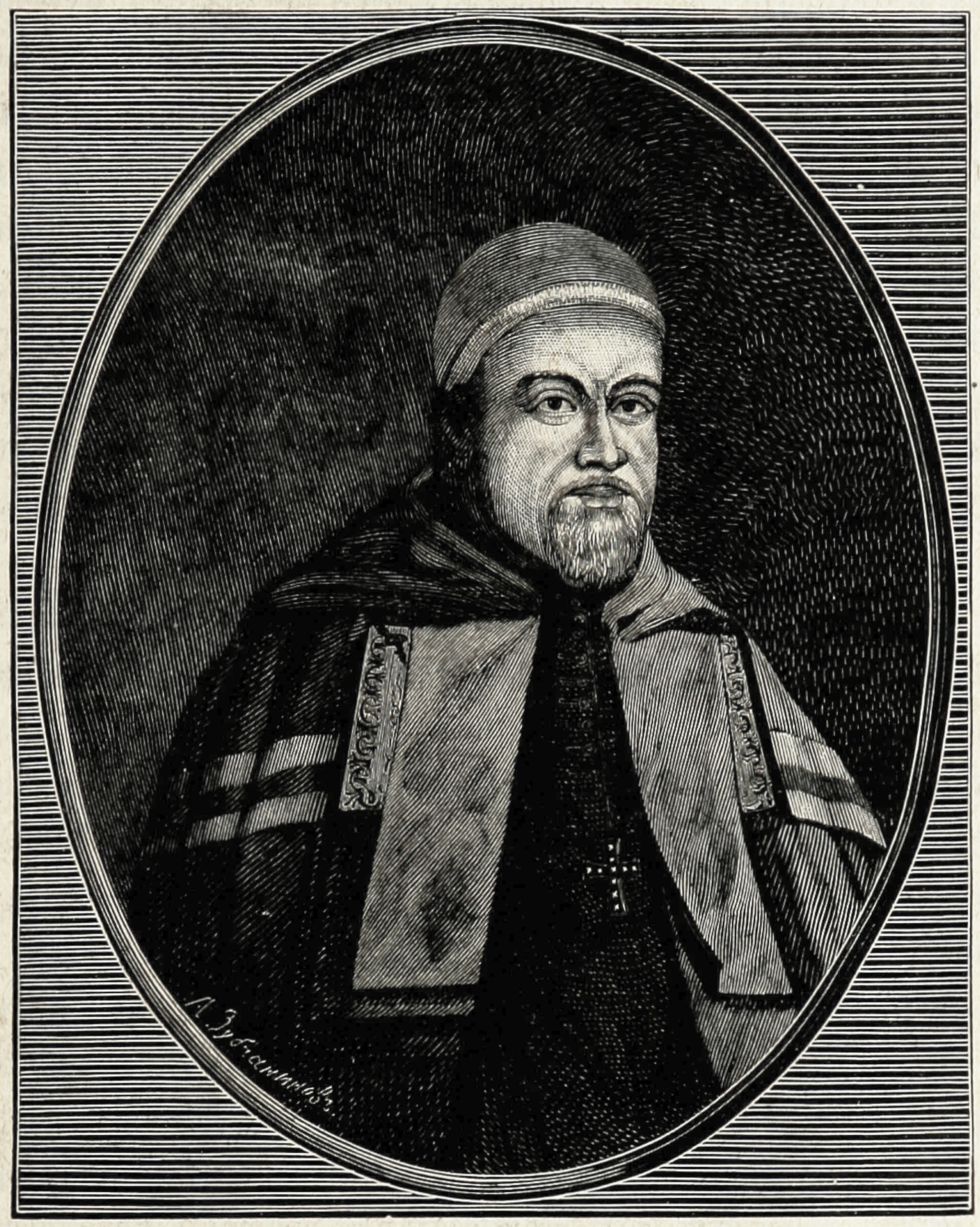
Митрополит Киевский, Галицкий и всея Руси Лев Кишка

Окончательной консолидации Русской униатской церкви и её дальнейшей латинизации способствовал Замойский собор, проходивший с 26 августа по 17 сентября 1720 года в Замостье под руководством митрополита Льва Кишки и папского нунция Иеронима Гримальди. Собор постановил унифицировать богослужение, приняв литургические книги, одобренные папской властью и отказавшись от использования некатолических изданий, издать на народном языке два катехизиса (большой для духовенства и малый для народа). Кроме того, были приняты решения, касающиеся образа жизни и облика грекокатолического духовенства; так, после собора священники стали стричь волосы, брить бороды, носить одежду, ранее характерную только для западного духовенства. Были введены богослужебные практики, характерные для западных церковных обрядов, в том числе молитва розария, культ Тела и Крови Христовых, поклонение сердцу Христовому и другие.

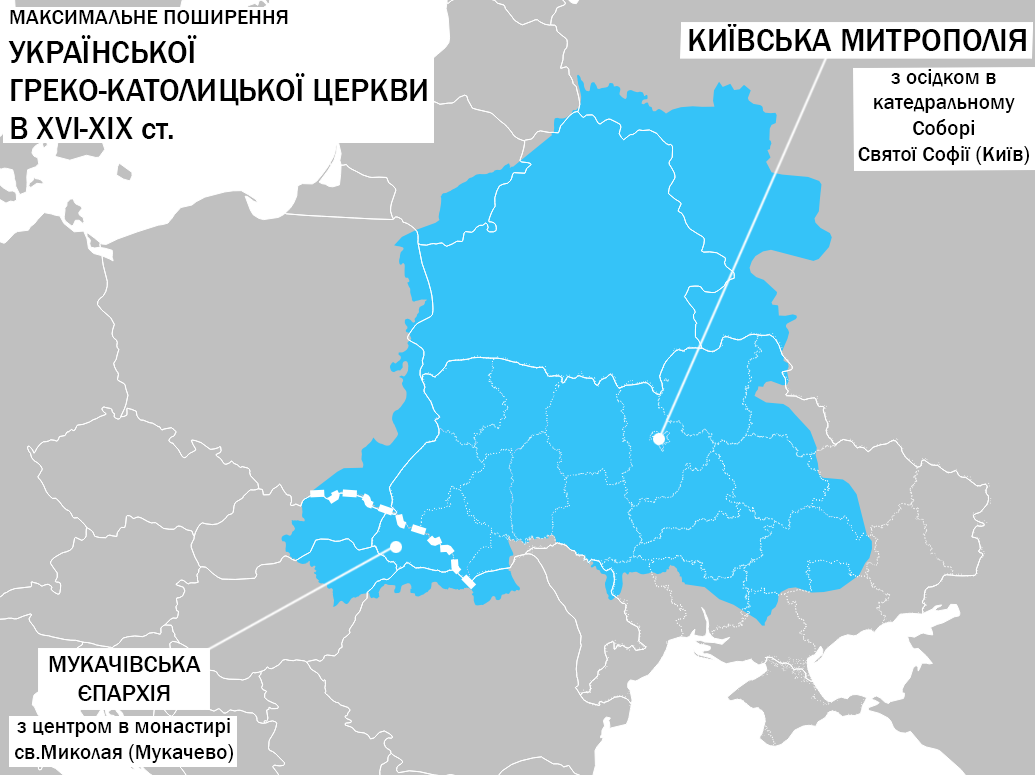
Максимальное расширение греко-католической церкви в XVI веке

Несмотря на союзнические отношения с саксонским курфюрстом и польским королём Августом Сильным во время Северной войны 11 июля 1705 года Пётр I во время вечерни в полоцком василианском монастыре, куда он зашёл для демонстрации своей толерантности, после того как монахи обозвали его схизматиком и набросились с кулаками и подручными средствами на него и его свиту, собственноручно зарубил четверых грекокатолических монахов, а на следующий день велел повесить игумена с его помощником.
Из-за невозможности посещения Киева, с 1667 года находившегося в составе Московского государства, с 1729 года (фактически, а официально — с 1746) по 1795 год резиденцией униатских митрополитов был город Радомышль.
Когда 1768 году российские войска вошли на территорию Речи Посполитой для подавления восстания, Екатерина II приказала арестовать всех униатских священников, которые откажутся переходить в православие, и отобрать у них всё церковное имущество, на которое претендуют православные. Священники были освобождены после вмешательства варшавского нунция.
Униатские епископы жаловались на притеснение со стороны латинского духовенства и польских властей. Так, в марте 1772 года униатский митрополит Филип Володкович отправил письмо к папе Клименту XIV об угнетении униатов польскими властями. После занятия Галиции Австрией, в июле 1774 года львовский епископ Лев (Шептицкий) жаловался через посредство своего уполномоченного Ивана Гудза, получившего аудиенцию у Марии Терезии, что латинские священники и даже каноники в Галиции прозывают униатов собаками и их вероисповедание собачьим. Всех исповедующих греко-католический обряд ни к чинам, ни к цехам ремесленников и промышленников не допускают.
После разделов Речи Посполитой, когда большая часть территории епархий Русской униатской церкви оказалась в составе Российской империи, часть грекокатоликов присоединилась к Православной Российской церкви, а часть осталась в подчинении у Рима. Общее направление политики всех русских императоров было непреклонным: прихожан Русской греко-католической церкви рассматривали как православных, которые под давлением приняли юрисдикцию Папы, и которые под любым предлогом склонны эту юрисдикцию нарушить.
В 1787 году Екатерина II постановила, что печатать духовные книги в Российской империи могут только типографии, подчинённые Святейшему правительствующему синоду, и деятельность грекокатолических типографий прекратилась.
В 1794 году православный епископ Виктор (Садковский) разослал обращения с призывом к грекокатоликам переходить «в правую веру», которые зачитывались в городах и сёлах как государственные акты. Если появлялись желающие перейти в православие, то власти записывали их в книги, выплачивали им денежное пособие и присылали священника с отрядом солдат, которые изымали церковь у грекокатоликов и передавали православным. Предписывалось упразднять грекокатолические приходы, если к ним приписаны менее 100 дворов, но в случае, если они хотели перейти в православие, им разрешалось существовать. Униатские епархии, за исключением Полоцкой, были упразднены, а епископы отправлены на пенсию или за границу. Киевская униатская митрополия была фактически упразднена: митрополиту Феодосию Ростоцкому запретили управлять своей епархией и отправили его в Санкт-Петербург.
Император Павел I запретил насильственные методы обращения в православие. В 1800 году он вернул большинство сосланных грекокатолических священников из Сибири, вернул грекокатоликам часть храмов и василианских монастырей. Было разрешено существовать трём грекокатолическим епархиям: Полоцкой, Луцкой и Брестской. Перешедшие в православие стали возвращаться в греко-католицизм.
Император Александр I передал управление грекокатолическими приходами из рук митрополита и епископов аудиторам Греко-униатской коллегии.

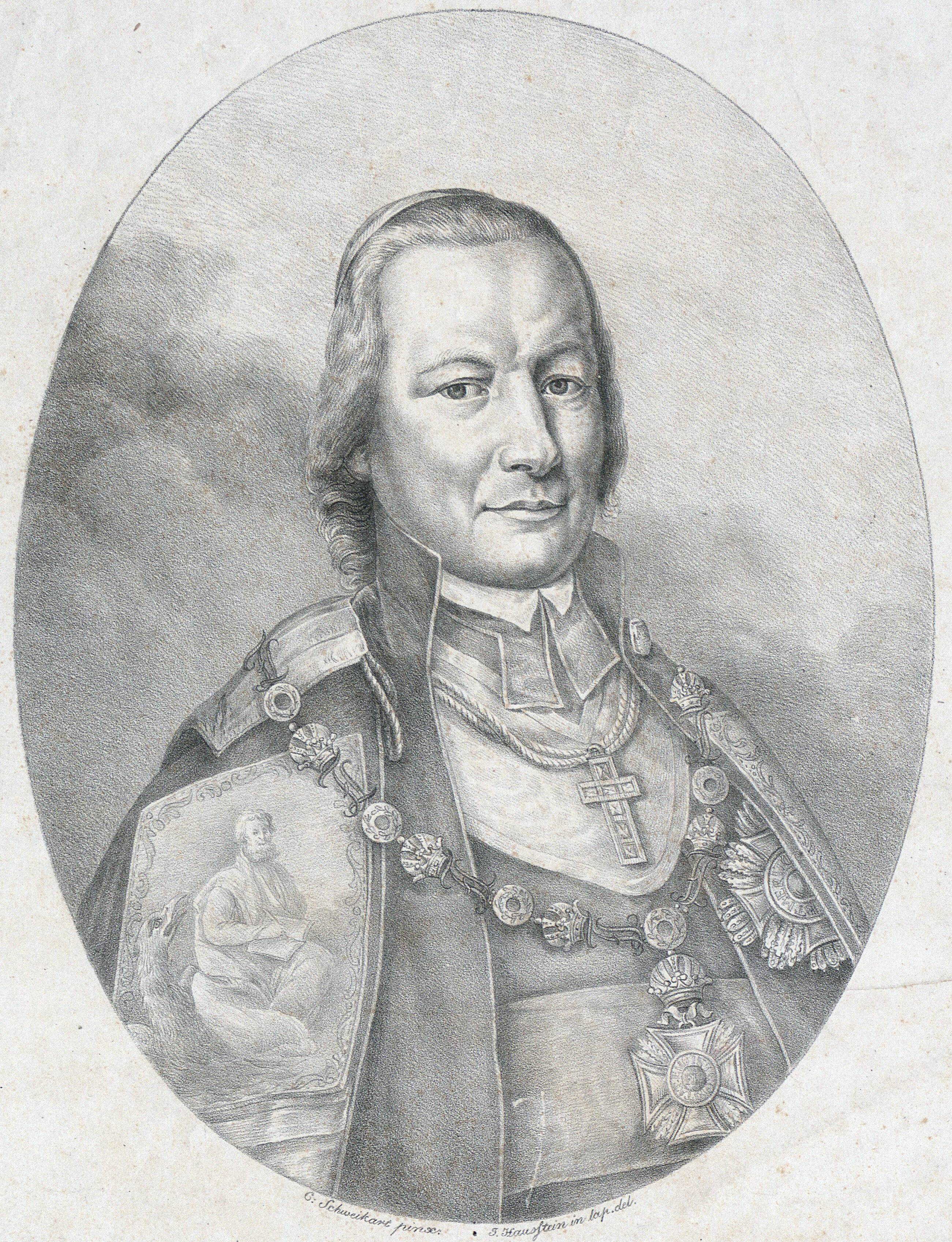
Архиепископ Львовский и Митрополит Галицкий Антон Ангелович

### Галицкая митрополия
В 1807 году папа Пий VII учредил униатскую Галицкую митрополию с центром во Львове (тогда столице входившего в Австрийскую империю Королевства Галиции и Лодомерии), которая стала правопреемницей ликвидированной униатской Митрополии Киевской, Галицкой и всея Руси. Первым главой воссозданной митрополии стал ректор Львовского университета (1796—1797) Антон Ангелович.
В 1839 году на соборе в Полоцке решения Брестского собора были аннулированы: 1607 униатских приходов и более 1 млн 600 тыс. человек перешли в юрисдикцию Православной российской церкви. Единственной униатской епархией в Российской империи оставалась Холмская епархия.
Чтобы уменьшить влияние католической церкви на общественную жизнь Польши после Польского восстания 1863—1864 года, царское правительство приняло решение о переводе в православие униатов Холмщины. Подчас кампании оказывалось сопротивление: 24 января 1874 года жители села Пратулин собрались возле приходской церкви, чтобы воспрепятствовать передаче храма под управление Православной церкви. После этого отряд солдат открыл огонь по людям. Погибло 13 человек, которые были канонизированы католической церковью как Пратулинские мученики.
11 мая 1875 года было провозглашено воссоединение холмских униатов с православной церковью. Униатство в Российской империи было полностью ликвидировано. Но на территории Галиции, а также Закарпатья, входивших в состав Австро-Венгрии, оно продолжало существовать.

### Попытка объединения Мукачевской и Пряшевской епархий с Галицкой митрополией
В 1888 году папа Лев XIII обнародовал план объединения Мукачевской и Прешевской епархий с Галицкой митрополией. Венгерский примас, кардинал Янош Шимор объявил, что реализация такого плана была бы большим оскорблением национальных чувств венгров. В 1898 году в Будапеште основан «Краевой комитет греко-католиков-мадьяр», который поставил задачу перевести богослужения на венгерский язык, вычеркнуть из церковного календаря имена св. Параскевы, св. Бориса, св. Глеба, св. Владимира, св. Феодосия и Антония Печерских, ибо они не имеют ничего общего с Закарпатьем. 2 сентября 1937 года Ватикан окончательно освободил Прешевскую и Мукачевскую епархии от подчинения венгерскому Эстергомскому архиепископу, предоставив им статус sui iuris. Попытка объединения окончилась неудачей. В настоящее время Мукачевская греко-католическая епархия входит в состав Русинской греко-католической церкви.

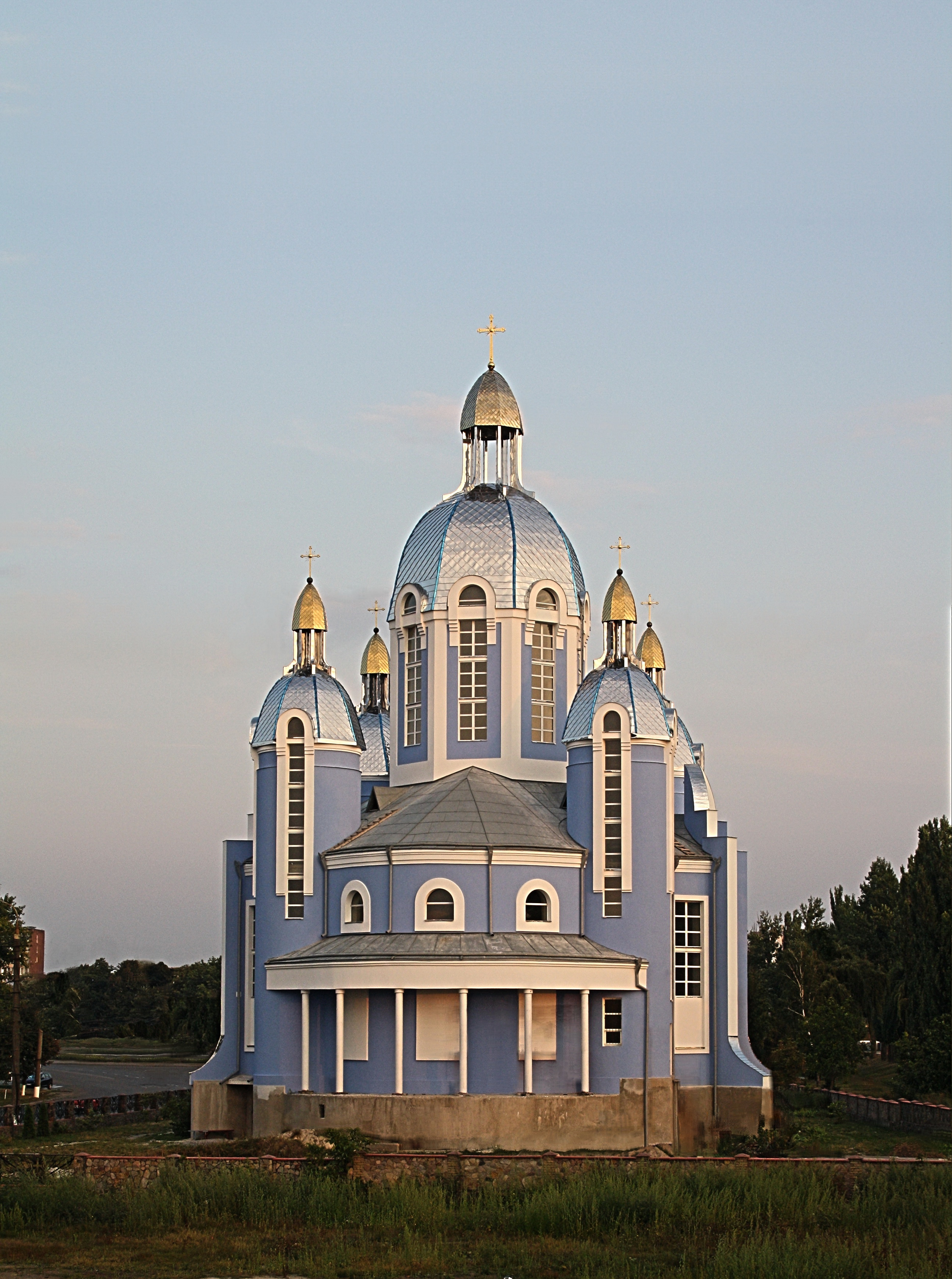
Храм Украинской грекокатолической церкви в Виннице

### Первая половина XX века
После манифеста императора Николая II в 1905 году, утверждавшего начала веротерпимости, часть бывших грекокатоликов перешла в католицизм. Тогда же возникли первые структуры церкви в диаспоре: Апостольский экзархат Канады (1912) и Ординариат США (1913, с 1924 года — Апостольский экзархат США).
Во время пребывания российских войск на территории Галиции в период Первой мировой войны политика в отношении грекокатоликов со стороны Российской Империи разрабатывалась как в Петрограде, так и непосредственно в Галиции. На заседании Петроградского отделения Галицко-русского общества 14 сентября 1914 года была принята подробная резолюция по религиозному вопросу в Галиции. Эти предложения В. А. Бобринского были первоначально одобрены протопресвитером военного и морского духовенства Г. Шавельским, а затем Верховным Главнокомандующим великим князем Николаем Николаевичем. За 9 месяцев управления русскими властями территорией Восточной Галиции по данным канцелярии военного генерал-губернатора по разрешению Г. А. Бобринского было назначено в приходы 86 православных священников. Из них 35 по ходатайствам прихожан и 51 по удостоверениям архиепископа Евлогия (Георгиевского). Эти данные отличались от данных канцелярии архиепископа Евлогия, согласно которой к 4 апреля 1915 года в Восточной Галиции находилось 113 священников.

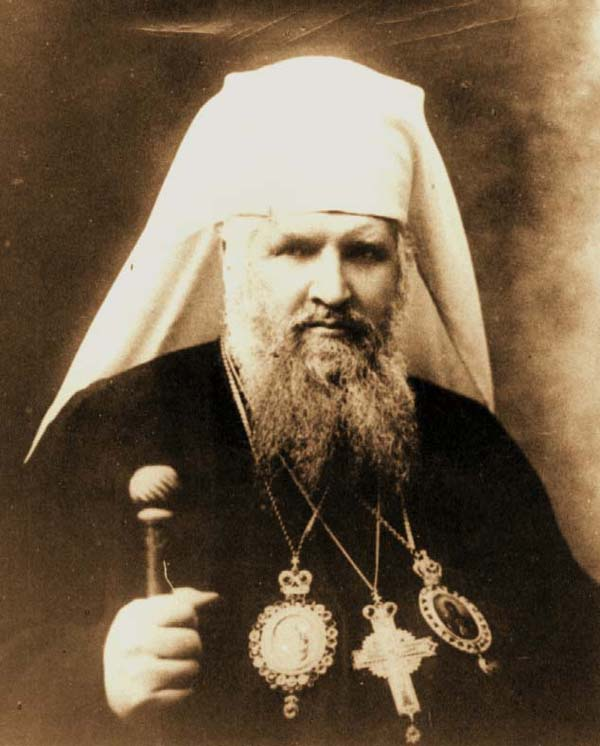
Митрополит Андрей Шептицкий в Риме. 1921 год.

В период между Первой и Второй мировой войной УГКЦ активно развивалась в Западной Украине (Польша), в частности благодаря деятельности митрополита Галицкого Андрея Шептицкого.

### На территории СССР
С осени 1939 года, после прихода советских войск и присоединении восточных территорий Польши Союзом ССР, униатская церковь стала объектом внимания НКВД. В то время НКВД открыто не препятствовал её деятельности при условии, что униатское духовенство не будет проводить антисоветской агитации. В начале 1939 года во Львовской епархии группа священников, во главе с Климентием Шептицким, обсуждала вопрос об отходе от унии и создании «украинской народной церкви». Членами группы были священники Ковальский, Костельник, Притма и другие. Согласно замыслу, главой церкви должен был стать митрополит Андрей Шептицкий, который был информирован о работе группы. О работе группы было известно и НКВД, который использовал это в своих целях.
Первоначальный план оперативной разработки и ликвидации УГКЦ был разработан НКВД ещё в 1940—1941 и 11 января 1941 года утверждён Наркомом Внутренних Дел СССР Лаврентием Берией. Первичной задачей был отрыв УГКЦ от Запада и в первую очередь от Ватикана путём создания автономной или автокефальной украинской церкви с последующим её присоединением к РПЦ. После войны от промежуточной фазы создания украинской церкви НКВД отказался и приступил к непосредственной ликвидации УГКЦ через её объединение с РПЦ. В целом план был частью общей деятельности направленной на борьбу с УПА и ОУН, и любыми проявлениями украинского национализма.

Гавриил Костельник

Будущий лидер движения за присоединение к Московскому Патриархату протоиерей Гавриил Костельник, согласно архивным документам, начал сотрудничать с органами НКВД в 1941 году, когда после обыска и последующего ареста своего сына, проведённого НКВД под видом милиции, он был вынужден пойти на контакт с УНКВД. Зная о натянутых личных отношениях с митрополитом А. Шептицким и И. Слипым, представители НКВД обсуждали с Костельником возможность создания автокефальной украинской церкви, независимой от Рима. По заданию НКВД, Г. Костельник написал ряд статей и реферат на данную тему.
В рамках мероприятий НКВД 1940—1941 годов планировалось спровоцировать раскол внутри церкви (между сторонниками восточного и западного обрядов), всячески дискредитировать руководителей церкви фактами их личной жизни, обвинить в нарушении канонических законов и злоупотреблении церковным имуществом, активизировать православных церковников на борьбу за присоединение униатов к РПЦ, в Верховном Совете УССР поднять вопрос о назначении уполномоченных по делам культов при облисполкомах. Отдельным положением в рамках мероприятий НКВД по отношению УГКЦ, начальнику 2-го отдела ГУГБ НКВД, комиссару госбезопасности 3-го ранга Федотову было поручено организовать вместе с Наркомфином СССР налоговую схему для использования против духовенства УГКЦ — налогообложение духовенства в Западных областях УССР должно проводиться «по согласованию с местным аппаратом НКВД».
Первоначальные планы по ликвидации УГКЦ, путём создания украинской церкви с последующим присоединением её к РПЦ, создавались НКВД в 1940-41, осуществлению планов помешала война.
Во время Второй мировой войны и после восстановления советской власти, УГКЦ подверглась гонениям со стороны государства в связи с тем, что она оказывала поддержку украинским националистам, поддерживала контакты с центром мирового католицизма — Ватиканом, а митрополит Андрей Шептицкий одобрил направление капелланов в подразделения 14-й добровольческой гренадерской дивизии СС. Прямого отношения к формированию в 1943 дивизии СС «Галичина» Шептицкий не имел, однако делегировал капелланов для ведения пастырской работы в ней.
В своей полемике с инициатором создания дивизии председателем УЦК (признанного оккупантами представительского органа украинцев) В. Кубийовичем, призывал его обдумать политическую целесообразность и моральную ответственность такого шага.

### Ликвидация УГКЦ (Львовский собор 1946)
Уже в марте 1945 года в Совете по делам Русской православной церкви (во главе с Георгием Карповым) был разработан комплекс мероприятий «по отрыву приходов грекокатолической (униатской) церкви в СССР от Ватикана и последующему присоединению их к Русской православной церкви», который был одобрен Иосифом Сталиным.
После восстановления Советской власти на Западе Украины НКГБ способствовал созданию среди части грекокатолического духовенства так называемой «инициативной группы», которая призвала к упразднению унии между Грекокатолической церковью и Римом и за её слияние с Русской православной церковью, решение о чём было принято на Львовском соборе 8—10 марта 1946 года. На Собор были приглашены 225 делегатов-священников, членов инициативной группы, и 22 делегата от мирян из всех трёх грекокатолических епархий (Львовской, Самборско-Дрогобычской и Станиславской); председательствовал доктор Гавриил Костельник.
Советское правительство и НКВД рассматривали УГКЦ как центр националистического движения на Западной Украине, что было одной из главных причин принятия руководством СССР политического решения о её ликвидации.
УГКЦ активно поддерживала движение УПА и ОУН в борьбе за создание независимого государства Украина, не только предоставляя ночлег и лечение членам УПА в случае необходимости, но и оказывая значительную финансовую поддержку. По мнению руководства НКВД, ликвидацию УПА следовало проводить параллельно с ликвидацией УГКЦ, активистов участников движения за независимость Украины, в число которых входили не только представители ОУН и УПА, но и других украинских партий, таких как УНДО, УРСП, клерикального объединения УНО («Украинской национальной обновы») и др.
Для придания Собору канонической легитимности НКГБ рекомендовал Центральной Инициативной группе разослать приглашения на собор наиболее видным деятелям оппозиции, в том числе и брату умершего митрополита Андрея Шептицкого — настоятелю Студитских монахов Клименту Шептицкому. Всего таких приглашений было разослано 13, однако, не информируя об этом Центральную Инициативную группу, НКГБ приняло меры, чтобы противники воссоединения получили эти приглашения к концу работы собора.
Никто из епископов УГКЦ не участвовал в этом соборе. Однако, в его работе приняли участие православный епископ Дрогобычский и Самборский Михаил Мельник и православный же епископ Станиславский и Коломыйский Антоний Пельвецкий (перешедшие в православие из УГКЦ и ставшие епископами перед самым началом работы собора — в конце февраля 1946). Каноничность собора была признана всеми поместными православными церквями мира — Александрийской, Антиохийской, Болгарской, Польской, Румынской и др. Большинство епископата УГКЦ впоследствии подверглись репрессиям.
УГКЦ не признаёт каноничность и именует происходившее действо не иначе как «Львовский псевдособор 1946 года».

#### Подготовка и проведение Собора

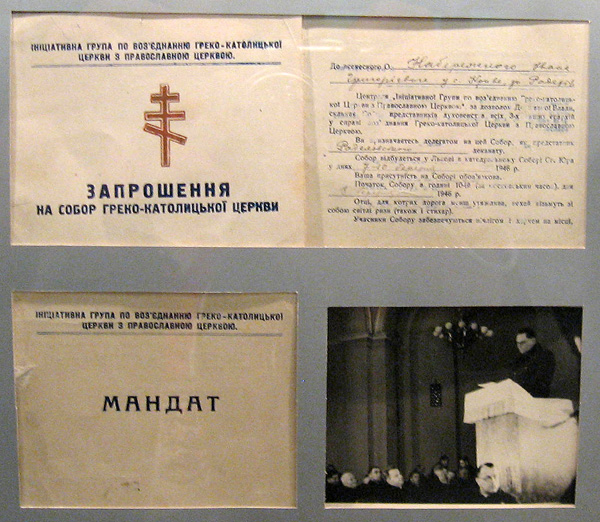
Документы Львовского собора УГКЦ 1946 года

Создание Центральной инициативной группы во главе с доктором Костельником по воссоединению грекокатолической церкви с Русской православной церковью было инспирировано НКГБ в рамках плана по ликвидации УГКЦ.

Из докладной записки П. Дроздецкого в НКГБ СССР о ликвидации греко-католической церкви в западных областях Украины от 16.02.1946:
- […] После тщательного изучения обстановки, нами был разработан план ликвидации греко-католической церкви, к осуществлению которого мы и приступили[…]
- Осуществляя этот план, в апреле 1945 года в областных газетах Львова, Тернополя, Станислава, Дрогобыча и центральной газете «Правда Украины», по нашей инициативе, против униатов была опубликована обширная статья «С крестом или ножом», которая сыграла значительную роль в деле подготовки к ликвидации этой церкви. Статья вскрывала антисоветскую деятельность верхушки униатского греко-католического духовенства и разоблачала её перед лояльной частью духовенства и перед верующими.
- Подготовив, таким образом, общественное мнение, 11.4.45 г нами были проведены аресты митрополита Иосифа СЛЕПОГО, епископов ХОМЫШИНА, БУДКИ, ЧАРНЕЦКОГО, ЛЯТЫШЕВСКОГО, а также ряда наиболее скомпрометировавших себя антисоветской деятельностью попов униатской церкви. Обезглавив греко-католическую церковь, мы создали предпосылки для организации движения, направленного к тому, чтобы ликвидировать унию и воссоединить эту церковь с русской православной церковью. С этой целью, нами 30.5.45 г была создана «Центральная Инициативная группа по воссоединению грекокатолической церкви с русской православной церковью», в которую вошли авторитетные священники: доктор КОСТЕЛЬНИК — от Львовской епархии, доктор МЕЛЬНИК, генеральный викарий — от Дрогобычской епархии и ПЕЛЬВЕЦКИЙ — проведённый впоследствии как председатель Станиславской епархии.

Финансирование, подготовка к проведению и непосредственное проведение собора в г .Львове в 1946 году, осуществлялось согласно плану по ликвидации УГКЦ, разработанного и утверждённого НКГБ СССР:
По рекомендации НГКБ работа инициативной группы, подготовка и проведение собора УГКЦ финансировалось Наркоматом финансов СССР через Совнарком УССР и экзархат Русской православной церкви на Украине. Было выделено около 500 тыс. рублей, из них на оперативные расходы НКГБ 75 тыс. рублей.
Одним из документов, принятых Собором, было Обращение к духовенству и верующим Грекокатолической церкви, в котором подчёркивалось, что уния была создана искусственно и насильственно навязана народу польскими властями и папством: «Братья, опомнитесь! Жертвами миллионов наших братьев вы освобождены и уже являетесь не безмолвными невольниками! Освободитесь и от римского угнетения духа и от тех остатков полонизма, которые у вас ещё остались! Не тратьте своих сил и сил народа для реализации ошибочных идей! Если Православная Церковь не является правдивой, то в таком случае ни одна христианская Церковь не может быть правдивой, так как Православная Церковь — первичная Церковь христианского Востока и Запада, из неё образовались все другие Церкви. От нынешнего дня мы принадлежим Святой Православной Церкви, которая является Церковью наших отцов, исторической Церковью всего украинского народа и всех ближайших нам народов по крови. А Господь благословит наше святое дело».
5 апреля 1946 года делегация членов Собора во главе с протоиереем Костельником была принята в Москве патриархом Московским Алексием; Костельник был награждён высшей для священника из белого духовенства наградой — саном протопресвитера.

#### Реакция на ликвидацию УГКЦ
Согласно донесениям УНКГБ, население восприняло воссоединение с РПЦ, в целом, нейтрально или положительно. Негативно к решению Львовского Собора отнеслась некоторая часть украинской интеллигенции, которая понимала, что ликвидация УГКЦ есть способ приблизить Западную Украину к тому положению, в котором уже многие годы находилась остальная часть СССР. Некоторые представители украинской интеллигенции видели в этом попытку русификации украинской церкви и наступление на украинскую культуру. Из донесений УНКГБ о реагировании украинской интеллигенции на публикацию извещения Прокуратуры СССР об обвинении И. Слипого и предстоящей ликвидации УГКЦ:

Академик В. Г. Щурат:
- «Если они хотят уничтожить Слепого и епископов, так нужно было бы много крику о соборе и новых епископах. Большевики же, как будто что-то украли, а теперь по-воровски обделывают дела»

Доцент пединститута г. Львова Дзеверин:
- «Предстоящее воссоединение — это новая уния. То была уния с Римом, а эта — с Москвой. Вместо одной унии будет другая.[…]»

Секретарь союза советских писателей г. Львова Д. Кондра:
- «Всё то, что написано — неправда. Вина вся в том, что они — священники-украинцы и представители униатской церкви. Как священники они должны были молиться за власть, не входя в обсуждение, какая эта власть»

Из сводки УНКГБ о реагировании украинской интеллигенции на предстоящую ликвидацию УГКЦ:

Академик Щурат:
- «Зачем нам папа Римский, нашему украинскому народу необходима религия… многие из униатских священников согласятся на переход в православие»

Галас, библиотекарь Львовского университета:
- «Надо опять переходить в православие и в этом я не вижу ничего отрицательного, напротив, это ещё больше нас сблизит с нашими братьями — украинцами-надднепрянцами».

Отношение ОУН к ликвидации УГКЦ было резко негативным, в проведении собора они подчёркивали политические мотивы мероприятия, проведённого под патронатом НКГБ.
В 1946 г. ОУН проводила активную агитацию против ликвидации УГКЦ и соединения церквей. Позиция ОУН сводилась к следующему:

- 1. «Нас, как политическую организацию, догматические вопросы католицизма и православия не интересуют.
- 2. Со стороны нашей революционной тактики, мы против перехода греко-католической церкви по следующим соображениям:
  - а) в этом заинтересована Москва, она в этом — инициатор и силой заставляет;
  - б) это открывает енкаведистам — московским священникам вход во внутрь греко-католической церкви;
  - в) это будет насильственное национальное объединение украинского народа с московским, что ведёт к ликвидации украинства путём денационализации и русификации;
  - г) это парализует кадры греко-католического украинского духовенства и вместе с этим ликвидирует ещё одну возможность борьбы с Москвой;
  - д) это, в конце концов, выбивает из рук один из важных аргументов нашей закордонной пропаганды о политике большевиков в отношении церкви»

Зарубежная пресса и радио о ликвидации УГКЦ.

Рим, газета «Пополо» от 19.02.1946:
- «Сообщение Московского радио о присоединении западно-украинской церкви к православной является трюком самого низкого свойства»[…] Все епископы и духовенство Западной Украины были сосланы, заключены в тюрьму и заменены теперь кучкой отступников во главе с тем же самым Костельником, которому за его старания был обещан пост митрополита Львовского. Эти предатели паствы и веры ненавистны верующим.

Заявление французского кардинала Пети де Жюльвиля от 1 марта 1946 г.:
- «В Закарпатской Руси, как и во всех восточных районах за линией Керзона, Советская политика направлена к тому, чтобы полностью уничтожить католицизм. Русские власти выслали из Закарпатской Руси 400 католических священников. В этой стране закрыты католические школы, а церковное имущество конфисковано. Проповеди подлежат цензуре.[…] На коммунистических митингах народ призывают переходить в православную веру».

### Советский период
После Львовского Собора начался катакомбный период УГКЦ на территории СССР, сопровождавшийся преследованиями духовенства и мирян. Ещё 1 июня 1947 года действовала Ужгородская греко-католическая семинария, в которой было, согласно докладу председателя Совета по делам религиозных культов Ивана Полянского, 30 учащихся и семь преподавателей. До 1990 года епископы, священники и монахи УГКЦ, остававшиеся на Западной Украине, продолжали служить нелегально. Значительная часть верующих, оставаясь греко-католиками, посещала православные храмы Русской православной церкви.
Вместе с тем происходил рост структур УГКЦ в диаспоре: в 1948 году из Апостольского экзархата Канады был выделен Апостольский экзархат Западной Канады, в 1951 году был создан Ординариат Бразилии для верных восточного обряда, из Архиепархия Виннипега был выделен Апостольский экзархат Саскатчевана, в 1956 году из Апостольского экзархата США был выделен Апостольский экзархат Стемфорда, апостольские экзархаты Каналы, Западной Канады, Восточной Канады и Саскачевана были преобразованы в соответственно Архиепархию Виннипега, Епархию Эдмонтона, Епархию Торонто и Епархию Саскаунта. В 1957 году был создан Апостольский экзархат Англии и Уэльса, в 1958 — Экзархат Австралии, Апостольский экзархат США был реорганизован в Филадельфийскую архиепархию, Апостольский экзархат Стемфорда в Стемфордскую епархию, в 1959 году был создан Апостольский экзархат Германии и Скандинавии, в 1960 — Апостольский экзархат Франции, в 1961 году из Филадельфийской архиепархии была выделена Чикагская епархия, в 1962 году из Ординариата Бразилии для верных восточного обряда был выделен Апостольский экзархат Бразилии. В 1963 году Архиепископам Львова был предоставлен титул Верховного архиепископа.

### Постсоветский период
В феврале 1990 года, после встречи в Ватикане президента СССР Михаила Горбачёва и папы Иоанна Павла II, снят запрет на создание греко-католических общин, разрешена их регистрация и проведение богослужений. Бо́льшая часть храмов на Западной Украине, перешедших при упразднении УГКЦ в 1946 году Московскому патриархату, возвращена УГКЦ. Имели место насильственные действия по возврату бывших униатских храмов Русской православной церкви со стороны УГКЦ (первый насильственный переход в УГКЦ был осуществлён в отношении Преображенского собора во Львове 29 октября 1989 года).
29 августа 2005 года архиерейская кафедра первоиерарха УГКЦ была возвращена из Львова в Киев; в тот же день папа Бенедикт XVI присвоил Предстоятелю УГКЦ новый титул — «Блаженнейший Верховный Архиепископ Киево-Галицкий» (ранее, с 23 декабря 1963 года глава УГКЦ именовался Блаженнейшим Верховным Архиепископом Львовским; ещё ранее, начиная с 1807 года, — Высокопреосвященнейшим Митрополитом Галицким; первоначальный же титул главы УГКЦ, начиная со времён Брестской унии, — Митрополит Киевский, Галицкий и всея Руси), Архиепископский экзархат Киева — Вышгорода стал архиепархией, которая вместе с выделенными ранее из него Донецким (создан 2002 году), Одесским (создан в 2003 году) и Крымским (создан в 2003 году) экзархатами образовали Киево-Галицкую митрополию (до 2011 года Львовская и Киево-Галицкая митрополии оставались в персональной унии).
В 2011 году из Львовской митрополии были выделены Тернопольская (образовали Тернопольская епархия, ставшая архиепархией, а также выделенная из неё в 2000 году Бучачская епархия УГКЦ) и Ивано-Франковская митрополии (образовали Ивано-Франковская епархия, ставшая архиепархией, а также выделенная из неё в 1993 году Коломийская епархия), в составе Львовской митрополии остались выделенные из неё в 1993 году Самборско-Дрогобычская и выделенные из неё же в 2000 году Стрыйская и Сокальско-Жолковская епархии.

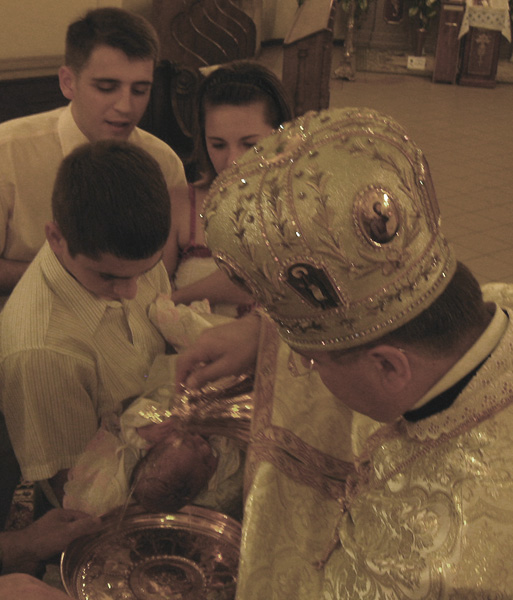
Обряд крещения в соборе Святого Юра (Львов)

В конфликте на востоке Украины, начавшемся весной 2014 года, УГКЦ решительно поддержала правительство Украины. С 7 марта по 23 июля грекокатолической церковью для украинской армии было собрано почти 1,5 млн гривен (примерно 95 тыс. долларов США), 26 тыс. евро и почти 13 тыс. долларов США, на которые было закуплено армейское снаряжение, в том числе бронежилеты и шлемы. Эксперт по религиозным организациям в бывшем СССР Джеральдина Фаган отметила, что не исключает того, что «УГКЦ использует конфликт для сведения старых счётов с православными церквями и укрепления своих позиций». В самой УГКЦ заявили, что их содействие правительству Украины носит объединяющий характер.
В 2020 году в состав УГКЦ вошла Харьковско-Полтавская епархия Украинской автокефальной православной церкви (обновлённая).

#### Календарная реформа
Предстоятель УГКЦ верховный архиепископ Святослав в декабре 2020 года заявил, что грекокатолическая церковь будет решать вопрос перехода на новый стиль «вместе с нашими православными братьями». Он также замечал, что этот вопрос не относится к догматическим, он должен преодолевать церковные расколы, а не вызывать новые и по его мнению, переход к празднованию Рождества по новому стилю, то есть 25 декабря, должен происходить по инициативе мирян.
31 мая 2021 года Апостольский экзархат Италии принял решение о переходе на григорианский календарь с 1 сентября 2021 года.
24 декабря 2022 года верховный архиепископ Святослав Шевчук во время аудиенции передал митрополиту Епифанию (Думенко) для ознакомления письмо с изложением соображений иерархов УГКЦ касательно календарной реформы. Предстоятели решили создать совместную рабочую группу по конкретным предложениям календарной реформы. Создание Совместной группы было приурочено к празднования 1700-летия Первого вселенского собора (325), на котором, в частности, были определены календарные принципы церковной жизни.
1—2 февраля 2023 года Архиерейский Синод УГКЦ решил, что с 1 сентября 2023 года УГКЦ на Украине переходит на новый стиль для неподвижных праздников с сохранением действующей Пасхалии. 6 февраля 2023 года Перемышльско-Варшавская митрополия, учитывая предыдущее решение УГКЦ на Украине и высказывания мнения Делегатов общего Епархиального Собора в Поршевице в июне 2022 года, приняла решение перейти на григорианский календарь для неподвижных праздников с 1 сентября 2023 года. В епархии Святых Петра и Павла в Мельбурне было решено полностью перейти на григорианский календарь, включая Пасхалию. 22 апреля 2023 года Апостольский экзархат Германии и Скандинавии полностью переходит на григорианский календарь с 1 сентября 2023 года, включая Пасхалию. Украинская католическая епархия Пресвятой семьи в Лондоне 9 июня 2023 г. приняла решение перейти с 1 сентября 2023 года на григорианский календарь, в частности с Пасхалией.

## Современное состояние
УГКЦ — крупнейшая поместная католическая церковь восточного обряда. По данным Annuario Pontificio за 2016 год численность верующих — 4 миллиона 637 тысяч человек. В церкви 3405 священников и 42 епископа. Церкви принадлежит 3828 приходов.
В современной греко-католической церкви богослужения проводятся в основном на украинском языке, который в 2002 году признан официальным литургическим языком вместе с церковнославянским.
Предстоятелем Церкви с 26 января 2001 года (интронизация) по 10 февраля 2011 года был кардинал Любомир Гузар (третий предстоятель Церкви с титулом Верховного Архиепископа; его предшественниками были Блаженнейший Мирослав-Иоанн Кардинал Любачивский и Блаженнейший Иосиф Кардинал Слипый). 25 марта 2011 года папа Бенедикт XVI утвердил на посту предстоятеля Церкви избранного синодом епископов Святослава Шевчука.

### Территориальная структура УГКЦ

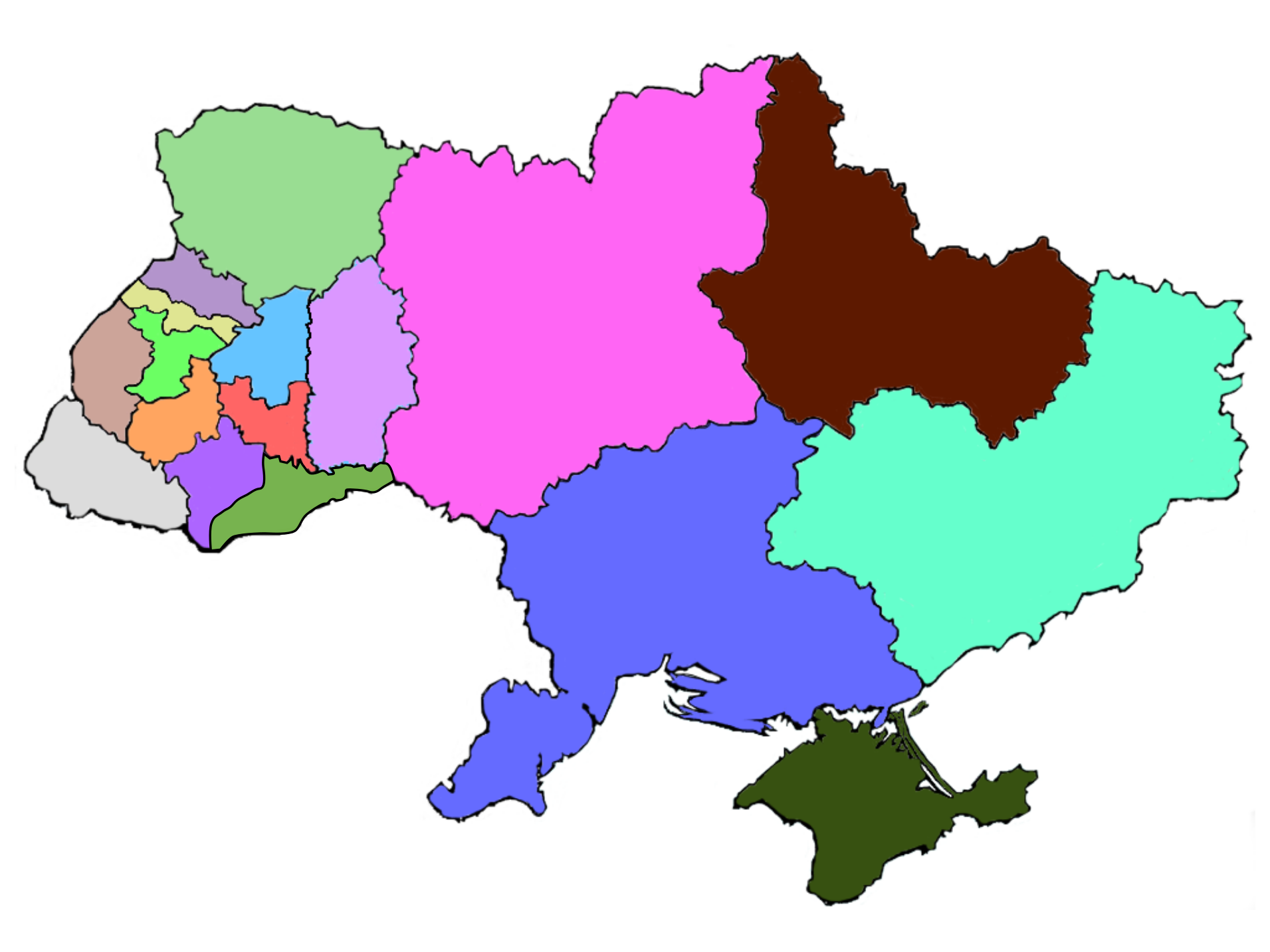
Административно-территориальная структура УГКЦ на Украине

УГКЦ охватывает территорию Украины за исключением Закарпатья, где функционирует автономная Мукачевская епархия с центром в Ужгороде, находящаяся в непосредственной юрисдикции папы римского; также несколько епархий расположены за рубежом в местах компактного проживания украинской диаспоры.

#### Ивано-Франковская митрополия
- Ивано-Франковская архиепархия
  - Коломыйская епархия
  - Черновицкая епархия

#### Киево-Галицкая митрополия
- Киевская архиепархия
  - Донецкий экзархат
  - Крымский экзархат
  - Луцкий экзархат
  - Одесский экзархат
  - Харьковский экзархат

#### Львовская митрополия
- Львовская архиепархия
  - Самборско-Дрогобычская епархия
  - Сокальско-Жолковская епархия
  - Стрыйская епархия

#### Тернопольско-Зборовская митрополия
- Тернопольско-Зборовская архиепархия
  - Бучачская епархия
  - Каменец-Подольская епархия

#### Виннипегская митрополия (Канада)
- Виннипегская архиепархия
  - Нью-Вестминстерская епархия
  - Саскачеванская епархия
  - Торонтская епархия
  - Эдмонтонская епархия

#### Куритибская митрополия (Бразилия)
- Архиепархия Святого Иоанна Крестителя в Куритибе
  - Епархия Непорочного Зачатия Пресвятой Девы Марии в Прудентополисе

#### Перемышльско-Варшавская митрополия (Польша)
- Перемышльско-Варшавская архиепархия
  - Вроцлавско-Кошалинская епархия
  - Ольштын-Гданьская епархия

#### Филадельфийская митрополия (США)
- Филадельфийская архиепархия
  - Пармская епархия
  - Стемфордская епархия
  - Чикагская епархия

#### Другие структуры
- Буэнос-Айресская епархия в Аргентине
- Лондонская епархия в Великобритании
- Мельбурнская епархия в Австралии
- Парижская епархия во Франции, Швейцарии и странах Бенилюкса
- Германско-Скандинавский экзархат
- Итальянский экзархат

## Блаженные и святые
- Иосафат (Кунцевич) (1580—1623) — святой мученик.
- Алексей Зарицкий (1912—1963) — блаженный священномученик.
- Андрей Ищак (1887—1941) — блаженный священномученик.
- Василий Величковский (1903—1973) — блаженный священномученик.
- Виталий Байрак (1907—1946) — блаженный священномученик.
- Владимир Прыйма (1906—1941) — блаженный священномученик.
- Григорий Хомишин (1867—1947) — блаженный епископ.
- Емельян Ковч (1884—1944) — блаженный священномученик.
- Зиновий Ковалик (1903—1941) — блаженный священномученик.
- Иван Зятык (1899—1952) — блаженный священномученик.
- Иван Слезюк (1896—1973) — блаженный епископ.
- Иаким Сенкевский (1896—1941) — блаженный священномученик.
- Иосафата Гордашевская (1869—1919) — блаженная исповедница.
- Никита Будка (1877—1949) — блаженный священномученик.
- Николай Чарнецкий (1884—1959) — блаженный епископ.
- Николай Конрад (1876—1941) — блаженный священномученик.
- Николай Цегельский (1896—1951) — блаженный священномученик.
- Олимпия Бида (1903—1952) — блаженная мученица.
- Лаврентия Гарасымив (1911—1952) — блаженная мученица.
- Пётр Вергун (1890—1957) — блаженный священномученик.
- Пратулинские мученики (+1874) — блаженные священномученики.
- Северин Бараник (1889—1941) — блаженный священномученик.
- Роман Лыско (1914—1949) — блаженный священномученик.
- Симеон Лукач (1893—1964) — блаженный епископ.
- Тарсикия Мацкив (1919—1944) — блаженная мученица.
- Климентий Шептицкий (1869—1951) — блаженный священномученик.
- Теодор Ромжа (14 апреля 1911 — 1 ноября 1947) — блаженный священномученик (МГКЕ).